# XULRunner
XULRunner était un logiciel libre qui servait comme environnement d'exécution d'applications XUL. Il permettait donc de lancer des applications écrites en XUL sans avoir besoin d'installer Mozilla ou Firefox, les deux logiciels originaux interprétant le XUL. L'intérêt est de disposer d'une plate-forme multi système d'exploitation, tournant aussi bien sous Windows, macOS ou Linux, et interprétant des programmes écrits sans précision de système d'exploitation, aptes, grâce à XULRunner, à fonctionner sur n'importe quel système supportant XULRunner. Si les programmes écrits en XUL n'ont pas besoin d'être adaptés à un système d'exploitation particulier, les versions de XULRunner doivent par contre être adaptées à chaque système d'exploitation.
À terme, il est envisagé que toutes les applications XUL, comme Mozilla Firefox, Mozilla Thunderbird, SeaMonkey ou encore Nightingale, soient lancées à partir de XULRunner.[réf. nécessaire]
XULRunner inclut le moteur de rendu Gecko ainsi que la majeure partie des API de Firefox (entrées/sorties, communication réseau, toolkit XUL, gestionnaire de thèmes et d'extensions, localisation, manipulation de fichiers XML, RDF etc.).
XULRunner fournira également des mécanismes pour l'installation, le déploiement, la mise à jour et la désinstallation d'applications.[réf. nécessaire]
La première version stable – estampillée 1.8.0.1 et destinée aux développeurs – est sortie en février 2006. La numérotation des versions du logiciel suit celle du moteur Gecko.
Le développement de XULRunner n'est plus supporté depuis juillet 2015.[réf. nécessaire]

## Applications réalisées à l'aide de XULRunner
- ChatZilla, client Irc.
- Miro, un lecteur de chaînes télévision internet (nouvelle appellation de Democracy player).
- QuteCom logiciel de téléphonie sur Internet et messagerie instantanée
- Kiwix, lecteur hors-ligne pour Wikipedia.